# Nederland op het Junior Eurovisiesongfestival 2016
Nederland nam deel aan het Junior Eurovisiesongfestival 2016 in Valletta te Malta. Het was de 14de deelname van het land op het Junior Eurovisiesongfestival. AVROTROS was verantwoordelijk voor de Nederlandse bijdrage.

## Selectieprocedure
Tot en met 2015 werden de Nederlandse inzendingen voor het Junior Eurovisiesongfestival altijd geselecteerd via het Junior Songfestival, maar in 2016 besloot AVROTROS voor het eerst een interne selectie te houden. De groep Kisses werd aangeduid om Nederland op het festival te vertegenwoordigen met het nummer Kisses and dancin'.

## In Valletta
Kisses trad op het Junior Eurovisiesongfestival in Valletta als vijftiende aan. Nederland bereikte met deze inzending de achtste plaats.

### Gekregen punten

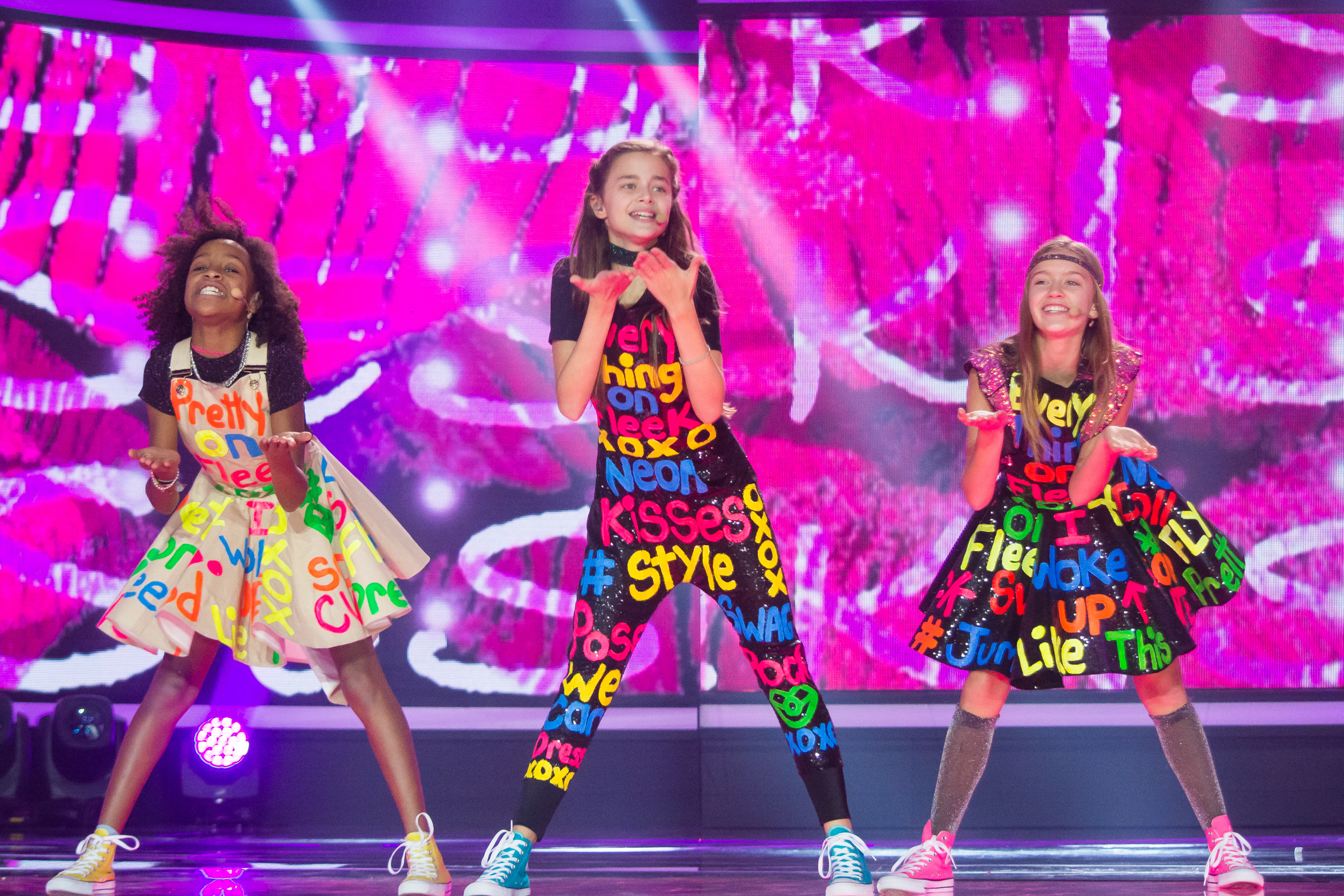
Kisses op het Junior Eurovisiesongfestival

| Vakjury            | Vakjury                                                 | Vakjury                                           | Vakjury             | Vakjury                     |
| 12 punten          | 10 punten                                               | 8 punten                                          | 7 punten            | 6 punten                    |
| ------------------ | ------------------------------------------------------- | ------------------------------------------------- | ------------------- | --------------------------- |
|                    | - Armenië - Georgië                                     | - Jedward - Oekraïne - Rusland                    | - Bulgarije - Malta | - Cyprus - Ierland - Israël |
| 5 punten           | 4 punten                                                | 3 punten                                          | 2 punten            | 1 punt                      |
| - Albanië          | - Christer Björkman - Italië - Noord-Macedonië - Servië | - Australië - Mads Grimstad - Polen - Wit-Rusland |                     |                             |
| Kinderjury         |                                                         |                                                   |                     |                             |
| 12 punten          | 10 punten                                               | 8 punten                                          | 7 punten            | 6 punten                    |
| - Georgië - Israël | - Oekraïne                                              |                                                   | - Armenië           | - Malta - Rusland           |
| 5 punten           | 4 punten                                                | 3 punten                                          | 2 punten            | 1 punt                      |
|                    | - Ierland - Noord-Macedonië                             |                                                   | - Servië            | - Bulgarije - Cyprus        |

2003 · 2004 · 2005 · 2006 · 2007 · 2008 · 2009 · 2010 · 2011 · 2012 · 2013 · 2014 · 2015 · 2016 · 2017 · 2018 · 2019 · 2020 · 2021 · 2022 · 2023 · 2024
Albanië · Armenië · Australië · Bulgarije · Cyprus · Georgië · Ierland · Israël · Italië · Macedonië · Malta · Nederland · Oekraïne · Polen · Rusland · Servië · Wit-Rusland